# Anopheles kochi
Anopheles kochi este o specie de țânțari din genul Anopheles, descrisă de Donitz în anul 1901. Conform Catalogue of Life specia Anopheles kochi nu are subspecii cunoscute.